# Lilium callosum

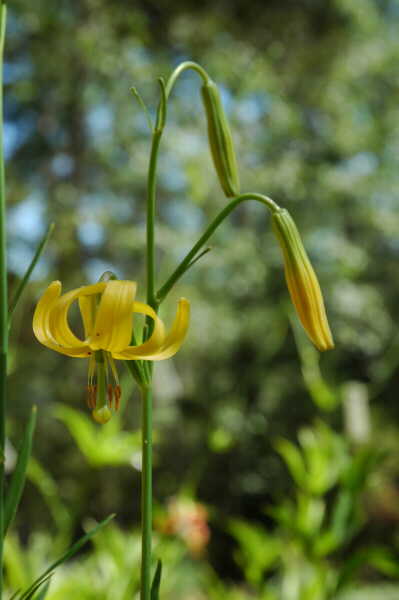
Lilium callosum var. flaviflorum

Lilium callosum ist eine Art aus der Gattung der Lilien (Lilium) in der Asiatischen Sektion.

## Beschreibung
Lilium callosum erreicht eine Wuchshöhe zwischen 20 cm und 100 cm. Die Zwiebeln sind rundlich, abgeflacht und mit weißen bis blassgelben Schuppen überzogen. Der Stängel ist mit weißen, kurzen, harten Haaren überzogen. Die Laubblätter sind lanzettförmig, etwa 0,1 bis 0,8 cm breit und 3 bis 13 cm lang und um den Stängel verteilt. Sie sind nervig und zum Rand hin papillös. Die Hochblätter (Brakteen) sind linear und apikal verdickt.
Die Pflanze blüht von Juli bis August für gewöhnlich mit einer einzelnen, selten bis zu neun in einer Rispe nickenden, schalenförmigen Blüten, mit einer glänzenden Textur. Die zwittrigen Blüten sind dreizählig. Die sechs spatelförmigen, zurückgebogenen Blütenhüllblätter sind gleichgestaltet (Tepalen). Die Farbe der Blüten ist rot oder hellrot fast ungepunktet. Je Blüte sind drei Fruchtblätter und sechs Staubblätter vorhanden. Die Antheren sind ungefähr 7 mm lang, die Filamente 20 bis 25 mm.
Der Samen von Lilium callosum keimt sofortig-epigäisch.
Die Chromosomenzahl beträgt 2n = 24.

## Verbreitung
Lilium callosum bevorzugt grasbewachsene Hänge aus lehmigen Böden in Höhenlagen zwischen 100 m und 900 m NN.
Lilium callosum ist im nördlichen China endemisch in den Provinzen Anhui, Guangdong, Guangxi, Henan, Jiangsu, Jilin, Liaoning und Innere Mongolei. Sie findet sich aber auch in Taiwan, Japan, Korea und Russland in der Region Primorje.

## Taxonomie und Systematik
lilium callosum wurde 1839 von Philipp Franz von Siebold und Joseph Gerhard Zuccarini in Flora Japonica ... Band 1, Seite 86, Tafel 14 erstbeschrieben.
Es gibt zwei Varietäten:
- Lilium callosum var. callosum
- Lilium callosum var. flaviflorum Makino: Mit gelben Blüten.